# Wien anders
Wien anders (ANDAS) war ein im Vorfeld der Landtags- und Gemeinderatswahl in Wien 2015 gegründetes politisches Bündnis in Österreich. Gründungsmitglieder waren im März 2015 die Kommunistische Partei Österreichs, die Piratenpartei, die Initiative Echt Grün, der Verein die Junge Linke, der Verein Junge Pirat*innen Österreichs und die „Wir wollen es anders – Plattform der Unabhängigen“. Seit der Wahl im Oktober 2015 war sie mit je einem Mandat in fünf Bezirksvertretungen vertreten. Am 12. Juni 2021 folgte die Auflösung.

## Geschichte

### Entstehung und Gründung
Schon nach der Europawahl 2014 begann sich ein Teil der Unabhängigen um Europa anders in Wien und Linz zur „Plattform der Unabhängigen“ zusammenzuschließen. Am 1. Februar 2015 beschloss die Piratenpartei Wien, ein Wahlbündnis anzustreben, dieser Beschluss musste jedoch aus formalen Gründen wiederholt werden.
Die Initiative Echt Grün bestätigte am 11. Februar 2015, sich an Wien anders zu beteiligen. Daraufhin erklärte die KPÖ Wien am 17. Februar 2015 auf ihrer Landeskonferenz mit 90%iger Zustimmung, an der Wahl-Allianz Wien Anders teilzunehmen.
Am 21. März 2015 fand der offizielle Gründungskonvent in Wien statt. Es wurde unter anderem die Kandidatenliste für die Wiener Landtags- und Gemeinderatswahl am 11. Oktober 2015 gewählt. Spitzenkandidatin wurde Juliana Okropiridse von den Jungen Pirat*innen. Auf Platz zwei und drei der Liste folgten ihr Didi Zach, KPÖ-Landessprecher und Ulrike Fuchs von der Plattform der Unabhängigen.

### Wienwahl 2015
Erste größere Bekanntheit in Expertenkreisen erhielt das Wahlbündnis durch die Enthüllung der „Wurm-Affäre“. Hier wurde durch Christoph Ulbrich bekannt, dass der Chef der gemeinnützigen Wohnungsbaugenossenschaft Gewog, Karl Wurm, sich selbst einige Wohnungen verkauft hat.

Am 12. August gab Wien anders bekannt, über 4500 Unterstützungserklärungen für Gemeinderats- und Bezirksratswahlen erreicht zu haben und ihre Listen ab nun bei den Ämtern einzureichen.
Bei der Landtags- und Gemeinderatswahl scheiterte ANDAS mit 8.937 Stimmen und 1,07 % klar an der Fünf-Prozent-Hürde. Mit gesamt 12.449 Stimmen und 1,43 % bei der gleichzeitig stattfindenden Bezirksvertretungswahl konnten die drei bisher von der KPÖ gehaltenen Mandate in der Leopoldstadt, Landstraße und Margareten gehalten und je ein weiterer Sitz in Rudolfsheim-Fünfhaus und Ottakring erzielt werden.

### Seit der Wahl
Einer von Wien anders beim Verfassungsgerichtshof eingebrachten Anfechtung der Wahl der Bezirksvertretungen für den 6., 8., 9. und 12. Wiener Gemeindebezirk wurde von diesem im Februar 2016 nicht stattgegeben. Dieser sah keine Verletzung des Grundsatzes der Freiheit der Wahl wegen unzulässiger Beeinflussung der Wahlwerbung durch staatliche Organe und keine Rechtswidrigkeit des Wahlverfahrens wegen verzögerter Bewilligung der Aufstellung von Werbeständern.
Im Juni 2016 entschied der Verfassungsgerichtshof, dass die Bezirksvertretungswahl in Wien-Leopoldstadt, in der das Bündnis einen Mandatar stellt, nach einer Wahlanfechtung durch die FPÖ wiederholt werden muss. Die Wahlwiederholung fand am 18. September 2016 statt. Das Wahlbündnis konnte sein Mandat in der Bezirksvertretung der Leopoldstadt halten.
Im April 2016 fasste die Bundesgeneralversammlung der Piratenpartei den Beschluss, das Bündnis zu verlassen. Einzelne Personen der Landesorganisation Wien (Verein Piraten für Wien Anders) waren weiterhin bei Wien anders aktiv und es gab den politischen Willen der Landesorganisation Wien, Teil des Rates des Bündnisses zu bleiben. Aus diesem Grund wurden durch die Piratenpartei auch zwei Delegierte zum Rat von Wien anders ernannt. Die nächste Generalversammlung von Wien anders findet im September 2016 statt. In dieser wurden der Fortbestand und die künftige Ausrichtung des Bündnisses beschlossen.

### Auflösung
Die Auflösung von Wien anders wurde bei der Generalversammlung am 12. Juni 2021 einstimmig beschlossen.

## Programm

### Kernpunkte
Die Kernpunkte wurden am 19. Februar 2015 im Zuge einer Pressekonferenz auf ihrer Homepage verkündet.
Nach einem offenen Programmprozess hatte das Wahlbündnis ein 12-Punkte-Programm veröffentlicht.
Dieses umfasste unter anderem folgende Forderungen:
- Bedingungsloses Grundeinkommen
- Wahlrecht für alle bei National- und Gemeinderatswahlen unabhängig von der Staatsbürgerschaft
- Stärkung der Frauenrechte (Quotenregelung im Gemeindedienst, gleicher Lohn für gleichwertige Arbeit, kostenlose Schwangerschaftsabbrüche)
- Arbeitszeitverkürzung auf 30 Stunden bei vollem Lohnausgleich, sowie Mindestlohn von 15 Euro pro Stunde
- Transparente Vergabe von Gemeindebauwohnungen
- Befreiung der Stadt von kommerzieller Werbung
- Transparenz in der Verwaltung und beim Budget
- Pro Gesamtschule
- Fahrscheinloser ÖPNV und Bau eines Schnellbahnringes[21]
- Entkriminalisierung von Cannabis
- Leerstandsabgabe zur Eindämmung von Wohnungsspekulation

## Rechtliches
Das Wahlbündnis bestand aus der Kooperation selbst, die durch eine Kooperationsvereinbarung definiert war, und einer Partei im Hintergrund, die über ihre Statuten definiert war und unter anderem dazu diente, berechtigt zu sein, die Parteienförderung und Wahlkampfkostenrückerstattung zu erhalten.